# Cryptinae
Sous-famille
Synonymes
- Gelinae
- Hemitelinae
- Phygadeuontinae

Les Cryptinae sont une sous-famille d'insectes hyménoptères de la famille des Ichneumonidae. 
Le genre type de la sous-famille est Cryptus Fabricius, 1804.

## Tribus
Claseini - Cryptini - Hemigasterini - Phygadeuontini